# José Rodríguez Vázquez (futbolista)
José Rodríguez Vázquez (Vigo, 20 de agosto de 1889-Melipilla, 1972), también conocido como Pepe Rodríguez, fue un futbolista español que jugó como delantero en el FC Barcelona. En su primera temporada en el Barcelona (1909-10), Pepe ganó todos los títulos en juego: Campeonato de Cataluña, Copa del Rey y Copa de los Pirineos, y fue fundamental en los triunfos del Barça al marcar el gol de la victoria en ambas finales de Copa. Pepe también marcó en ambas finales de Copa de 1912.
En 1912 formó parte del primer equipo formado por la selección catalana en un partido internacional reconocido por la FIFA.

## Carrera

### Carrera de clubes
Nacido en Vigo, comenzó su carrera en 1907 en el club de su ciudad natal, el Vigo FC, y en su primera (y única) temporada con ellos jugó un papel fundamental en el mayor logro del club, llegando a la final de la Copa del Rey de fútbol 1908, donde fueron derrotados por 1-2 por el Madrid FC. Luego se unió al club rival Fortuna de Vigo, con el que jugó durante dos temporadas. En el Fortuna destacó por su olfato goleador, lo que le valió su fichaje por el FC Barcelona en 1910, debutando el 1 de mayo de 1910, en la final de la Copa de los Pirineos de 1910, a pesar de haber aterrizado recién y apenas tener tiempo para conocer a sus compañeros, algo que no fue suficiente para impedir que marcara el gol de la victoria en la goleada por 2-1 a la Real Sociedad.
Fue miembro del legendario equipo del Barcelona de principios de la década de 1910, en el que también figuraban Paco Bru, Alfred Massana, Enrique Peris, Carlos Comamala y Charles Wallace, y junto a ellos ayudó al club a ganar otros dos títulos de la Copa de los Pirineos en 1911 y 1912, anotando un gol en este último cuando el Barça venció al Stade Bordelais por 5-3. También ganó dos títulos de la Copa del Rey en 1910 y 1912, en los que Rodríguez contribuyó decisivamente, anotando el gol de la victoria en el último minuto de la final de 1910 cuando el Barcelona derrotó al Club Español de Madrid por 3-2, y también anotó un gol en la final de 1912 en una victoria por 2-0 sobre la Sociedad Gimnástica. Esto significa que marcó al menos un gol en cuatro finales diferentes con el Barcelona, dos finales de Copa de los Pirineos (1910 y 1912) y lo mismo con la Copa del Rey (1910 y 1912).
Jugó en el Barcelona hasta 1912, marcando 59 goles en 62 partidos y ganando dos Campeonatos de Cataluña (1910 y 1911), dos Copas de los Pirineos (1910 y 1911) y dos Copas del Rey (1910 y 1912).

### Carrera internacional
Como muchos otros jugadores del FC Barcelona de la época, jugó con la selección catalana a principios de la década de 1910, sin embargo, debido al poco rigor estadístico que tenían los periódico s de la época, se desconoce el número exacto de internacionalidades que consiguió. El 20 de febrero de 1912, Rodríguez pasó a la historia como uno de los once futbolistas que disputaron el primer partido internacional reconocido por la FIFA de la selección de Cataluña en un amistoso contra Francia, que terminó con derrota por 0-7.  Posteriormente se trasladó a Argentina, y en 1922 se instaló definitivamente en Chile, donde falleció en 1972.

## Honores

### Clubes
Vigo FC
- Copa del Rey:
  - Subcampeón (1) 1908

Barcelona
- Campeonato de Cataluña de fútbol:
  - Ganadores (2) 1910 y 1911
- Copa del Rey:
  - Ganadores (2) 1910 y 1912
- Copa de los Pirineos:
  - Ganadores (2) 1910 y 1911